# ستويتشو ملادينوف
ستويتشو ديميتروف ملادينوف (بالبلغارية: Стойчо Димитpoв Младенов)‏، (ولد في 12 أبريل 1957 في بلوسكي، مقاطعة بلاغويفغراد) هو لاعب كرة قدم بلغاري سابق وشارك مع المنتخب البلغاري في كأس العالم لكرة القدم 1986، وكان أيضا مدير الاتحاد السكندري.

## وصلات خارجية
- ستويتشو ملادينوف على موقع الاتحاد الدولي (مؤرشف)  (الإنجليزية)
- ستويتشو ملادينوف على موقع الاتحاد الأوربي (الإنجليزية)
- ستويتشو ملادينوف على موقع قاعدة بيانات كرة القدم.إي يو (الإنجليزية)
- ستويتشو ملادينوف على موقع ناشيونال فوتبول تيمز (الإنجليزية)

- Official site
- Career Statistics as a player at foradejogo.net